# 94.7 Cycle Challenge féminin 2015
La 1re édition du 94.7 Cycle Challenge féminin a eu lieu le 15 novembre 2015. La course fait partie du calendrier international féminin UCI 2015 en catégorie 1.1.

## Classements

### Classement final
| \| Classement général \| Classement général \| Classement général \| Classement général \| Classement général \| \| Coureur \| Coureur \| Pays \| Équipe \| Temps \| \| ------------------ \| ---------------------------- \| ------------------ \| ------------------ \| ------------------ \| \| 1re \| Ashleigh Moolman \| Afrique du Sud \| Bigla \| 2 h 34 min 01 s \| \| 2e \| Sabrina Stultiens \| Pays-Bas \| Liv-Plantur \| + 57 s \| \| 3e \| Floortje Mackaij \| Pays-Bas \| Liv-Plantur \| + 1 min 03 s \| \| 4e \| Tsega Beyene \| Éthiopie \| \| + 1 min 04 s \| \| 5e \| Andrea Steyn \| Afrique du Sud \| \| + 1 min 04 s \| \| 6e \| Anriette Schoeman \| Afrique du Sud \| \| + 1 min 04 s \| \| 7e \| Carla Oberholzer \| Afrique du Sud \| \| + 1 min 04 s \| \| 8e \| An-Li Pretorius-Kachelhoffer \| Afrique du Sud \| \| + 1 min 04 s \| \| 9e \| Hadnet Kidane \| Éthiopie \| \| + 1 min 04 s \| \| 10e \| Doris Schweizer \| Suisse \| Bigla \| + 1 min 06 s \| |                              |                |             |                 |
| |                              |                |             |                 |
| Source : Cycling Quotient |                              |                |             |                 |
| Classement général |                              |                |             |                 |
| Coureur | Coureur                      | Pays           | Équipe      | Temps           |
| 1re | Ashleigh Moolman             | Afrique du Sud | Bigla       | 2 h 34 min 01 s |
| 2e | Sabrina Stultiens            | Pays-Bas       | Liv-Plantur | + 57 s          |
| 3e | Floortje Mackaij             | Pays-Bas       | Liv-Plantur | + 1 min 03 s    |
| 4e | Tsega Beyene                 | Éthiopie       |             | + 1 min 04 s    |
| 5e | Andrea Steyn                 | Afrique du Sud |             | + 1 min 04 s    |
| 6e | Anriette Schoeman            | Afrique du Sud |             | + 1 min 04 s    |
| 7e | Carla Oberholzer             | Afrique du Sud |             | + 1 min 04 s    |
| 8e | An-Li Pretorius-Kachelhoffer | Afrique du Sud |             | + 1 min 04 s    |
| 9e | Hadnet Kidane                | Éthiopie       |             | + 1 min 04 s    |
| 10e | Doris Schweizer              | Suisse         | Bigla       | + 1 min 06 s    |

### Points UCI
| Position,          | 1er | 2e | 3e | 4e | 5e | 6e | 7e | 8e | 9e | 10e | 11e | 12e | 13e | 14e | 15e | 16e | 17e | 18e |
| Classement général | 80  | 60 | 45 | 35 | 30 | 25 | 21 | 18 | 15 | 12  | 10  | 8   | 6   | 5   | 4   | 3   | 2   | 1   |